# Racquet and Tennis Club
El Edificio Racquet and Tennis Club  es un edificio histórico de un club social privado ubicado en Nueva York, Nueva York. El Edificio Racquet and Tennis Club se encuentra inscrito  en el Registro Nacional de Lugares Históricos desde el 13 de julio de 1983. William S. Richardson de McKim, Mead & White fue el arquitecto del Edificio Racquet and Tennis Club.

## Ubicación
El Edificio Racquet and Tennis Club se encuentra dentro del condado de Nueva York en las coordenadas 40°45′31″N 73°58′25″O / 40.758611, -73.973611.